# Jaroslav Matyáš
Jaroslav Matyáš (13. března 1933 - 26. listopadu 2014) byl český a československý generál ČSLA, politik Komunistické strany Československa a poslanec Sněmovny lidu Federálního shromáždění za normalizace.

## Biografie
V letech 1971-1973 byl velitelem leteckého vojenského útvaru v Líních. V roce 1977 zastával post velitele 10. letecké armády. Toho roku byl z plukovníka povýšen na generálmajora. V roce 1979 následovalo povýšení na generálporučíka. I nadále byl velitelem 10. letecké armády. Tento post zastával v letech 1976-1983. K roku 1981 se profesně uvádí jako velitel svazu. K roku 1985 i 1989 je uváděn jako velitel Protivzdušné obrany státu v ČSLA a člen kolegia ministra národní obrany.
Ve volbách roku 1981 zasedl do Sněmovny lidu (volební obvod č. 69 - Hradec Králové-venkov, Východočeský kraj). Mandát obhájil ve volbách roku 1986 (obvod Hradec Králové-venkov). Ve Federálním shromáždění setrval do konce funkčního období, tedy do svobodných voleb roku 1990. Netýkal se ho proces kooptací do Federálního shromáždění po sametové revoluci.